# 김경량
김경량(한국 한자: 金京亮, 1973년 12월 22일 ~ )은 대한민국의 은퇴한 축구 선수이자 현 지도자로 현재 K4리그 대전 하나 시티즌 B팀의 감독직을 맡고 있다. 또한 선수 시절 포지션은 미드필더였으며 전북 현대 모터스에서 데뷔하여 11시즌간 활약한 상징적인 선수로 꼽히고 있다.

## 축구인 경력

### 선수 시절
1996년 전북 현대 모터스에 입단한 후 11시즌간 전북 현대의 주축 미드필더로 맹활약하며 2000년 K리그 4위, FA컵 3회 우승(2000, 2003, 2005) 및 1회 준우승(1999), 2001년 FA컵 4강, 슈퍼컵 2회 준우승(2001, 2006), 2001-02년 아시안 컵위너스컵 준우승, 2004년 AFC 챔피언스리그 4강, 2006년 AFC 챔피언스리그 우승 등에 기여했지만 2006 시즌에는 부상으로 많은 경기를 뛰지 못했다.
2006 시즌 이후 10년간 활약했던 전북을 떠나 2007년 1월 뉴질랜드 풋볼 챔피언십 소속팀인 팀 웰링턴으로 이적하여 1년간 활동하다가 2006-07 시즌을 끝으로 선수 생활을 마무리했다.

### 지도자 경력
선수에서 은퇴하고 지도자 연수를 수료한 뒤 2009년 친정팀 전북 현대의 유소년팀인 전주영생고등학교 축구부 코치로 본격적인 지도자 커리어를 시작하여 2012년까지 코치직을 역임했고 2012년 조성환 감독이 전북 현대 1군팀 코치로 옮기면서 2015년까지 전주영생고등학교 감독을 맡았다.
이후 2015년 대한민국 U-17 대표팀의 코치로 최진철 감독을 보좌하여 같은 해에 열린 2015년 FIFA U-17 월드컵에서 팀의 16강 진출에 기여한 뒤 이듬해에는 서효원 감독을 보좌하며 2016년 AFC U-16 챔피언십에도 출전했으나 팀의 조별리그 탈락을 막지 못했다.
그리고 U-17 대표팀과 대한민국 U-14 대표팀 감독을 역임한 뒤 2022년 2월 대전 하나 시티즌 코칭스태프로 영입되었고 이후 대전 하나 시티즌의 리저브팀이자 K4리그 소속팀인 대전 하나 시티즌 B팀의 감독으로 부임하여 2022년 K4리그에서 내내 중상위권을 유지하며 승강 플레이오프 진출을 노렸으나 평창 유나이티드와의 리그 최종전에서 덜미가 잡히며 아쉽게 리그 5위로 시즌을 마무리했다.

## 수상

### 클럽 (선수)
전북 현대 모터스
- K리그1 : 4위 (2000)
- FA컵 : 우승 (2000, 2003, 2005), 준우승 (1999), 4강 (2001)
- AFC 챔피언스리그 : 우승 (2006), 4강 (2004)
- 아시안 컵위너스컵 : 준우승 (2001-02)
- 슈퍼컵 : 준우승 (2001, 2006)